# Ivan Franko
Pour les articles homonymes, voir Franko.
Ivan Iakovytch Franko (en ukrainien : Іван Якович Франко), né le 27 août 1856 à Nahujowice (uk), à l'époque en Autriche-Hongrie, et mort le 28 mai 1916 à Lemberg (actuellement Lviv) en Autriche-Hongrie, est un écrivain et poète ukrainien, qui fut également critique littéraire et social, ethnographe, journaliste, économiste et militant politique.
On lui doit la traduction en ukrainien des œuvres de Shakespeare (pour le Théâtre du discours ukrainien), de Byron, Dante, Hugo, Goethe ou encore Schiller.
Démocrate révolutionnaire, il est le fondateur du mouvement socialiste en royaume de Galicie et de Lodomérie. Avec Taras Chevtchenko, il est l'un des auteurs les plus influents de la littérature et de la pensée politique ukrainienne au cours des XIXe et XXe siècle. Son œuvre monumentale a fait de lui une grande référence de la littérature ukrainienne.

## Éducation

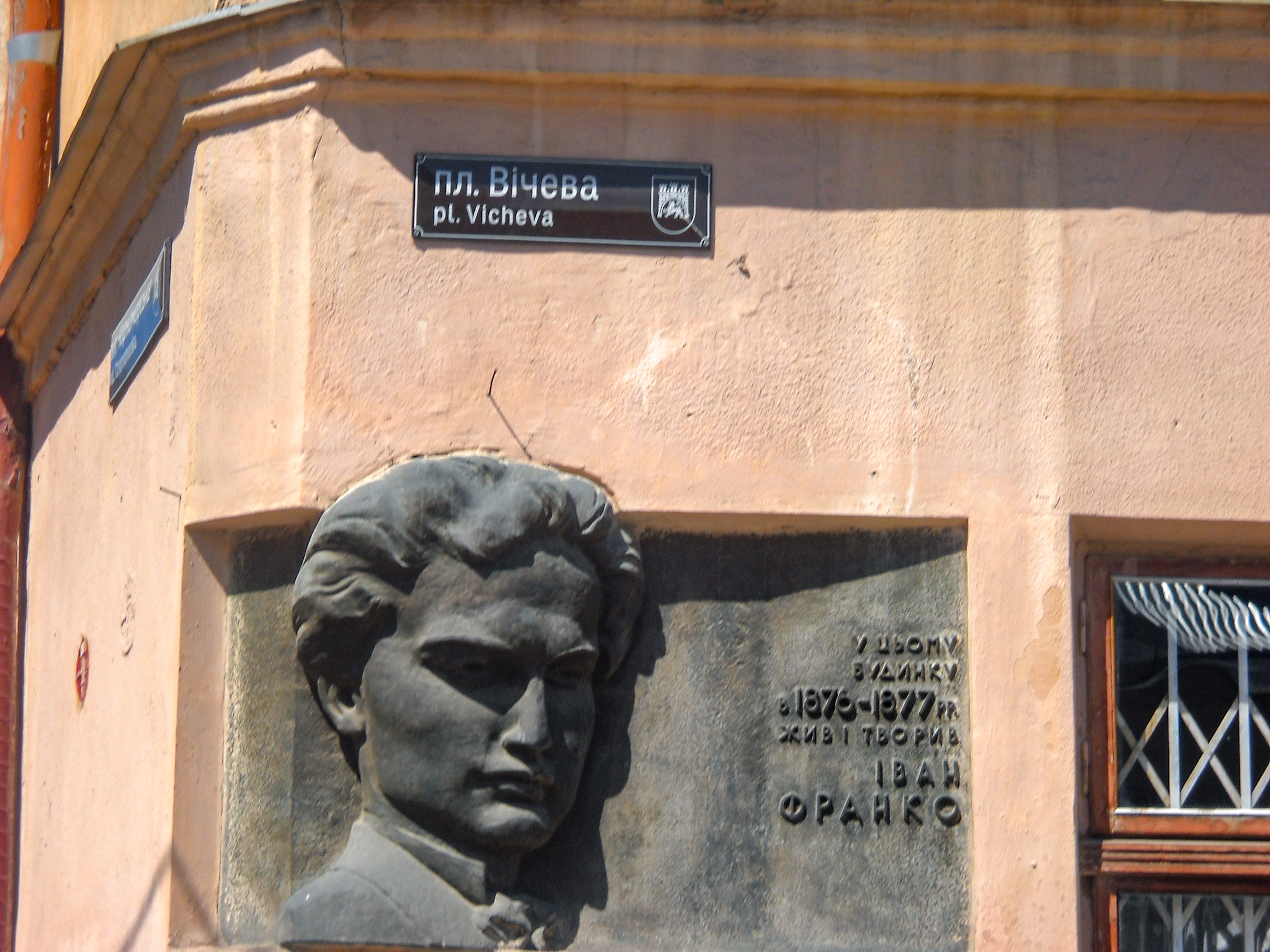
Plaque mémorielle sur la maison où il vécut, place Vitcheva, classée.

Ivan Franko est né près de Boryslav, en royaume de Galicie et de Lodomérie de l'empire d'Autriche. Il est le fils d'un forgeron d'ascendance allemande (originellement nommé Frank) et d'une polonaise d'origine, issue de la petite noblesse. Élève à l'école monastique basilienne puis au gymnasium (lycée) de Drohobytch jusqu'en 1875, il étudie ensuite la philosophie classique et la littérature ukrainienne à l'université de Lviv (haut lieu de résistance Polonaise à la domination Russe). Il commence alors sa carrière littéraire par des poésies et le roman Petrii i Dovbouchtchouky publié dans la revue d'étudiants Drouh (Ami). En 1876, ses romans Lesychyna Tcheliad et Dva Pryiateli (Deux amis) sont publiés dans l'almanach littéraire Dnistrianka. La même année il publie son premier recueil de poésie, Ballades et Récits ainsi que les premières histoires de la série Boryslav en 1877.

## Engagement socialiste
À l'université de Lviv, il fait la connaissance de Mykhaïlo Drahomanov, avec lequel il partage une longue collaboration politique et littéraire. Il est arrêté en 1877, avec Mykhaïlo Pavlyk et Ostap Terletsky, à cause de ses écrits politiques socialistes et de ses liens avec Drahomanov. Accusé à tort d'appartenir à une organisation socialiste secrète, il passe huit mois en prison, où il écrit Smorhonska Akademiya (L'académie Smorhon).
Après sa libération, il s'initie au marxisme, écrit des articles pour le journal polonais Praca et contribue à l'organisation de groupes de travailleurs à Lviv. En 1878 il fonde avec Pavlyk la revue Hromads'kyi Drouh, mais parvient à publier seulement deux numéros avant que celle-ci ne soit interdite par le gouvernement; la publication se poursuit pourtant sous de nouveaux noms, Dzvin, puis Molot. Franko publie également une série de livres, la Dribna Biblioteka à partir de 1878. Il est arrêté de nouveau en 1880 pour trois mois, accusé d'incitation à la désobéissance civile. À sa libération, il est placé sous surveillance policière et renvoyé de l'Université de Lviv (qui fut renommée université Ivan Franko après son rattachement à l'Ukraine).
En 1881, il contribue activement au journal Swit (Le Monde), dont il écrit plus de la moitié du contenu et dans lequel il publie son roman Boryslav smiyetsia (Boryslav rit).
La même année, il déménage à Nahouievytchi (uk), où il écrit le roman Zakhar Berkout et traduit le Faust de Goethe en ukrainien. Il publie une série d'articles sur Taras Chevtchenko, travaille pour le journal Zorya (Aurore) et devient éditeur du journal Dilo (Action) l'année suivante.
En mai 1886, il épouse Olha Khorounjynska (1864-1941) et lui dédie un livre de poésie, Z verchyn i nyzyn (Des collines et des vallées). Elle sera plus tard atteinte d'une grave maladie mentale, qui constituera l'une des raisons pour lesquelles Franko refusera de quitter Lviv pour Kiev afin de se faire soigner peu avant sa mort en 1916.

## Activités politiques
En 1888 Franko contribue au journal Pravda (à ne pas confondre avec le journal russe du même nom), ce qui conduit à sa troisième arrestation en 1889. Après deux mois de prison, il cofonde le Parti radical ruthénien-ukrainien avec Mykhaïlo Drahomanov et Mykhaïlo Pavlyk, et publie également le bimestriel Narod (Le Peuple) avec ce dernier de 1890 à 1895.
Il fut le candidat du Parti radical ukrainien pour les élections au parlement austro-hongrois et à la Diète galicienne, mais ne parvint jamais à gagner une élection.
En 1891, il étudie à l'université de Czernowitz où il écrit une thèse sur Ivan Vichenski, puis à l'université de Vienne, où il soutient sa thèse de doctorat sur le récit romantique  Barlaam and Josaphat sous la direction de Vatroslav Jagić, considéré à l'époque comme le  plus grand expert des langues slaves. Franko devient professeur d'histoire de la littérature ukrainienne à l'université de Lviv en 1894.
En 1898, il publie une critique sévère du socialisme de Marx et Engels, Sotsiializm i sotsiial-demokratyzm (Socialisme et Démocratie sociale), dans le journal Jytie I Slovo (Vie et Parole) qu'il a fondé avec sa femme. Son expression anti-marxiste se poursuit dans le recueil de poèmes Mii izmarahd (Mon émeraude) publié en 1898, où il qualifie le marxisme de « religion fondée sur les dogmes de la haine et de la lutte des classes. » Sa longue collaboration avec Mykhaïlo Drahomanov est rompue à cause de la divergence de leurs points de vue sur le socialisme et sur la question de la nation. Plus tard, Franko accusera Drahomanov dans Souspil'nopolitychni pohliady M. Drahomanova (Les opinions sociopolitiques de M. Drahomanov) de lier le destin de l'Ukraine à celui de la Russie.

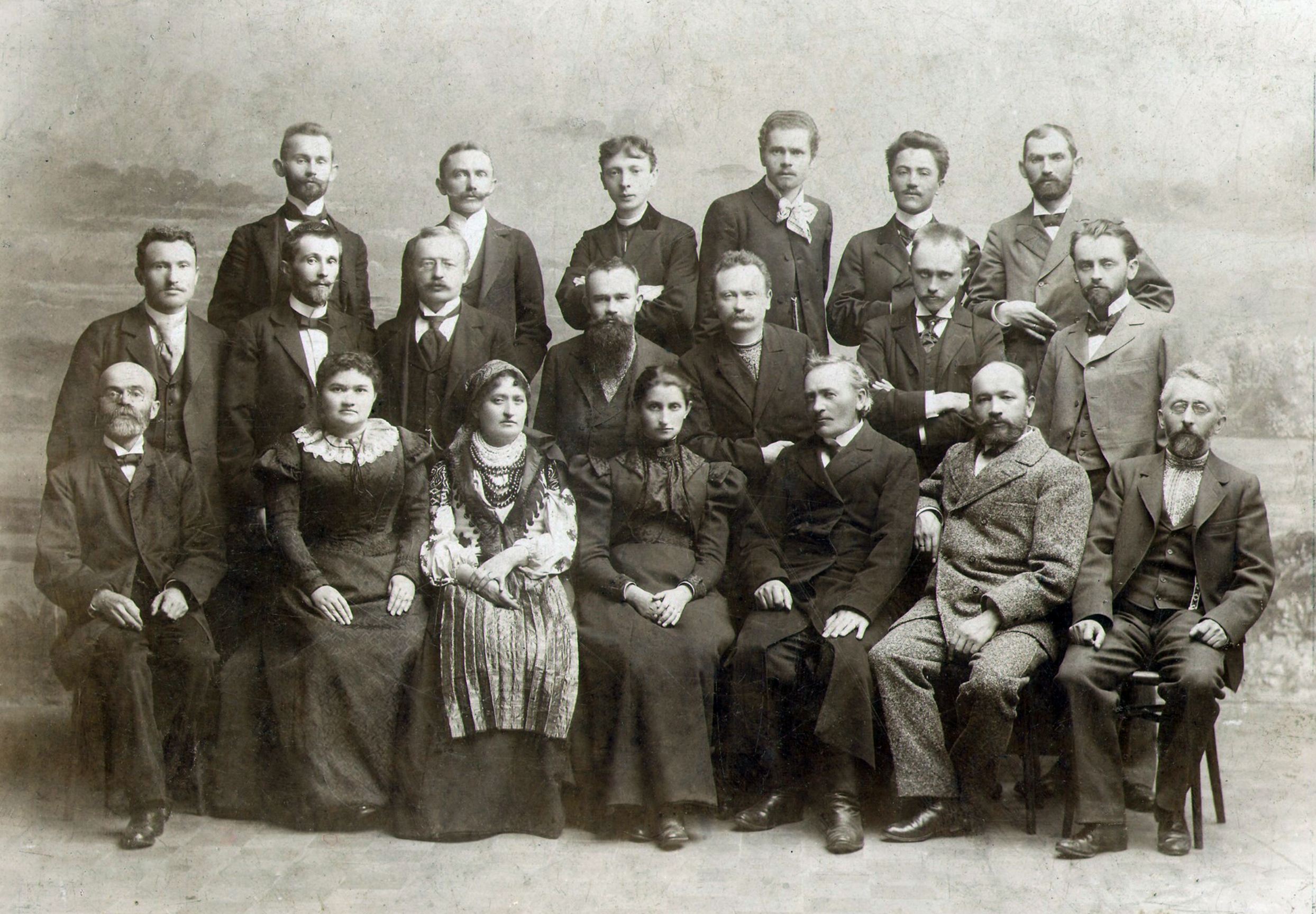
En 1898 à Lviv avec Natalia Kobrynska, Ievhenia Iarochynska, Bohdan Lepky, Olha Kobylianska, Volodymyr Hnatiouk, Filaret Kolessa, Ivan Trouch pour les cent ans de la publication de l'Enéide de Ivan Kotliarevsky.

Après sa rupture avec le Parti radical ukrainien, Ivan Franko fonde en 1899 le Parti démocratique national (Galicie) avec l'historien Mykhaïlo Hrouchevsky et y travaille jusqu'à son retrait de la vie politique en 1904. Il participe aussi, avec ce dernier, au journal Literaturno-Naukovy Zbirnyk (la Collection Scientifique-littéraire) de la Société scientifique Chevtchenko aux côtés de Simon Petlioura et Volodymyr Hnatiouk.

## Fin de vie

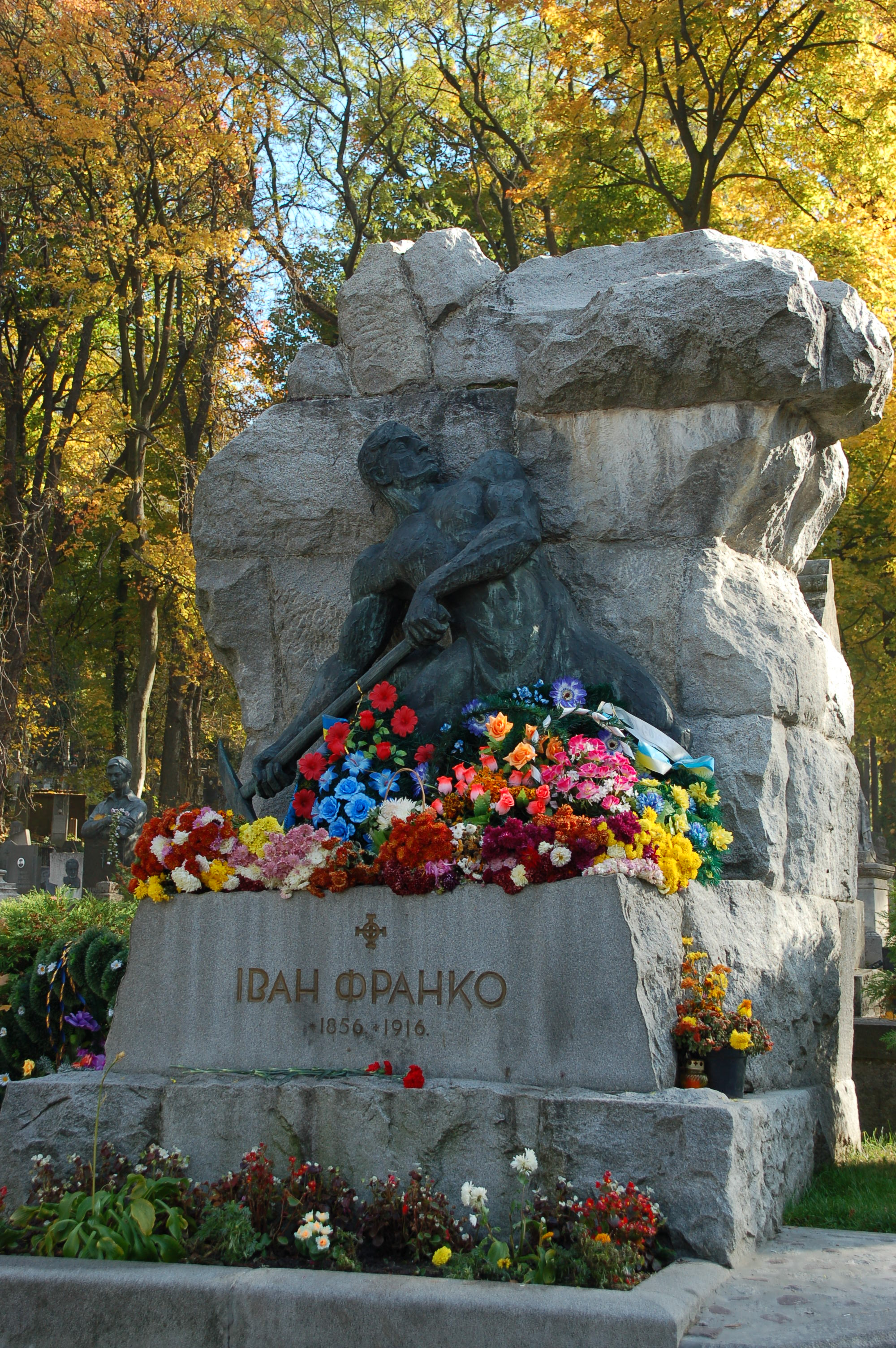
Tombe d'Ivan Franko au cimetière de Lytchakiv de Lviv.

En 1902, des étudiants, des collègues polonais et des militants de Lviv, choqués par la pauvreté de ses conditions de vie, lui achètent une maison dans la ville, où il habitera jusqu'à la fin de sa vie, et qui abrite actuellement le musée Ivan Franko.
En 1908, il participe au Club ukrainien qui regroupe des intellectuels ukrainiens.
En 1914, la collection Pryvit Ivanovi Frankovi (Salutations à Ivan Franko) est publiée en son honneur, ainsi que son Iz lit moyeyi molodosti (Des années de ma jeunesse).
Il meurt dans la misère le 28 mai 1916, et ceux qui viennent saluer sa dépouille le voient allongé sur une table, recouvert d'un drap déchiré. Il est enterré au cimetière de Lytchakiv de Lviv.

## Œuvres littéraires
Son style évolue entre un réalisme résolu et une poésie romantique et intimiste. Ivan Franko dépeint les dures conditions de travail des ouvriers et paysans ukrainiens (Boryslav Rit (1881-1882) et Boa constrictor (1878), traite du nationalisme ukrainien et d'histoire (Zakhar Berkout, 1883), de problèmes sociaux (La Base de la société, 1895 et Feuilles mortes, 1896), et de philosophie (Semper Tiro, 1906). Il évoque dans Vivere memento (1883) les difficultés de la vie confrontée à la mémoire, rappelant la nécessité pour les hommes de créer des actions positives qui resteront dans le souvenir.
Il dresse des parallèles entre la recherche de la terre promise par les Israélites et la quête de l'indépendance de l'Ukraine dans La Mort de Caïn (1889) et Moïse (1905). La pièce de théâtre Bonheur volé (1893) est considérée comme son chef-d'œuvre. Au total, Ivan Franko a composé plus de mille œuvres.

## Hommages

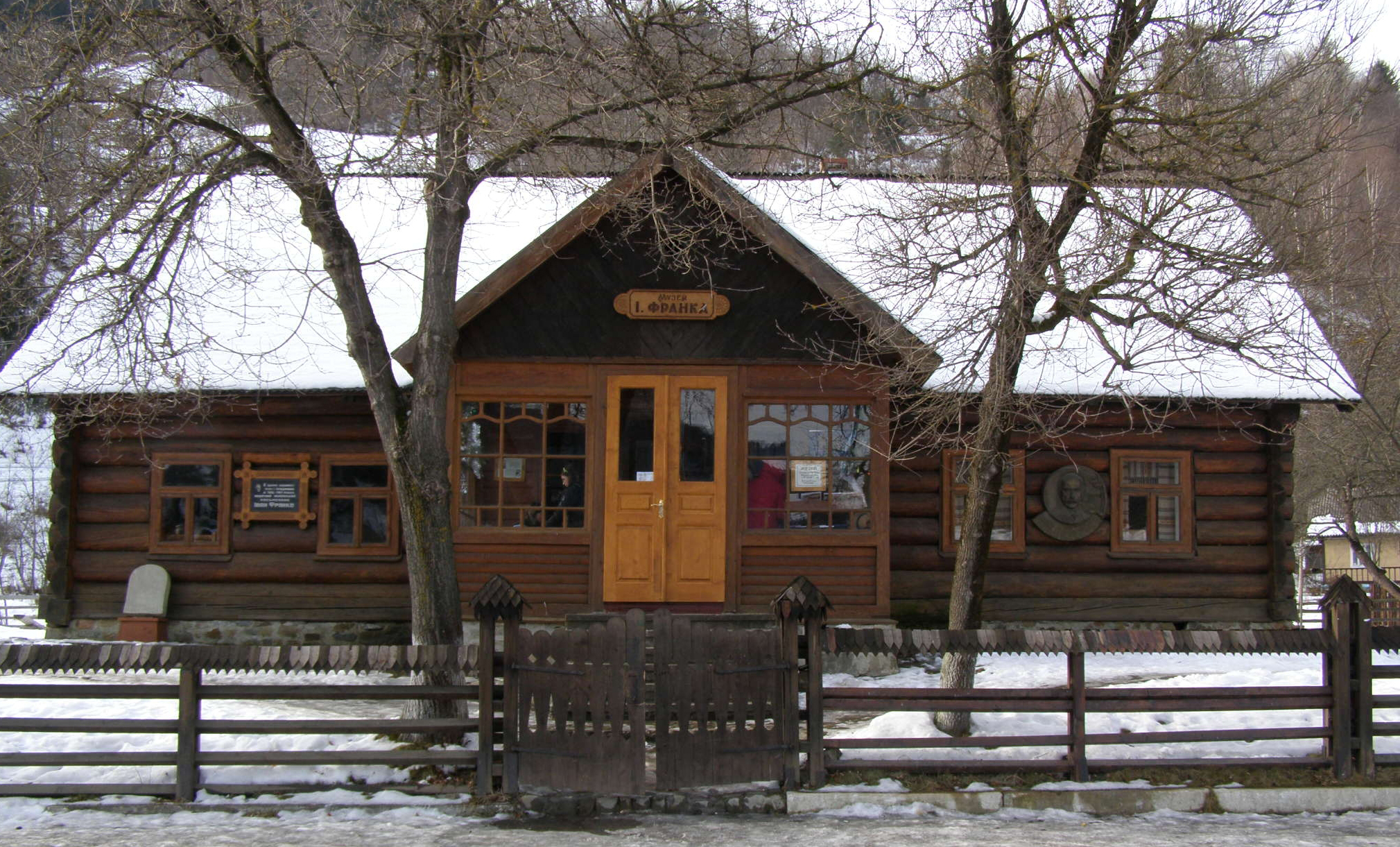
Musée Ivan Franko, classé, à Kryvorivnia.

En 1962, la ville de Stanisławów en Ukraine occidentale fut renommée Ivano-Frankivsk en l'honneur de l'écrivain.
Le court métrage d'animation Paysages pour la liberté (2024), réalisé par Nicolás Isasi, est basé sur le poème Bezmezhneye pole.